# Horki
Horki (in bielorusso Горкі?) o Gorki (in russo Горки?) è un comune della Bielorussia, situato nella regione di Mahilëŭ.